# La det swinge
La det swinge – singel norweskiego duetu żeńskiego Bobbysocks, wydany w 1985 i umieszczony na reedycji ich debiutanckiego albumu studyjnego, zatytułowanego po prostu Bobbysocks!. Piosenkę napisał Rolf Løvland.
30 marca 1985 kompozycja wygrała w finale Melodi Grand Prix, dzięki czemu reprezentowała Norwegię w 30. Konkursu Piosenki Eurowizji w Göteborgu. 4 maja zajęła pierwsze miejsce w finale konkursu po zdobyciu 123 punktów.
Piosenka została nagrana przez zespół również w języku angielskim jako „Let It Swing” ze słowami autorstwa Alixzandry.

## Lista utworów
Singel 7″
1. „Let It Swing” – 2:50
2. „La det swinge” – 2:50

Singel 12″
1. „Let It Swing” (Extended Version) – 5:35
2. „Let It Swing” (Instrumental Version) – 2:50
3. „La detS swinge” – 2:50

## Notowania na listach przebojów
| Lista (1985)              | Pozycja |
| ------------------------- | ------- |
| Austria                   | 14      |
| Belgia (Flandria)         | 1       |
| Dania                     | 2       |
| Holandia (Single Top 100) | 9       |
| Irlandia                  | 8       |
| Niemcy                    | 47      |
| Norwegia                  | 1       |
| Szwecja                   | 4       |
| Wielka Brytania           | 44      |